# Scuola Universitaria Professionale della Svizzera Italiana
Scuola Universitaria Professionale della Svizzera Italiana är ett universitet i Schweiz. Det ligger i distriktet Lugano och kantonen Ticino, i den sydöstra delen av landet, 150 km sydost om huvudstaden Bern. 